# Waterville (Ohio)
Waterville és una població dels Estats Units a l'estat d'Ohio. Segons el cens del 2000 tenia 4.828 habitants.

## Demografia
Segons el cens del 2000, Waterville tenia 4.828 habitants, 1.726 habitatges, i 1.322 famílies. La densitat de població era de 532,6 habitants per km².
Dels 1.726 habitatges en un 39% hi vivien nens de menys de 18 anys, en un 66,6% hi vivien parelles casades, en un 6,9% dones solteres, i en un 23,4% no eren unitats familiars. En el 19,8% dels habitatges hi vivien persones soles el 8,2% de les quals corresponia a persones de 65 anys o més que vivien soles. El nombre mitjà de persones vivint en cada habitatge era de 2,7 i el nombre mitjà de persones que vivien en cada família era de 3,15.
Per edats la població es repartia de la següent manera: un 28,1% tenia menys de 18 anys, un 5,8% entre 18 i 24, un 27,5% entre 25 i 44, un 25,3% de 45 a 60 i un 13,3% 65 anys o més.
L'edat mediana era de 39 anys. Per cada 100 dones de 18 o més anys hi havia 89,3 homes.
La renda mediana per habitatge era de 60.000 $ i la renda mediana per família de 71.027 $. Els homes tenien una renda mediana de 49.489 $ mentre que les dones 31.638 $. La renda per capita de la població era de 23.679 $. Aproximadament l'1,9% de les famílies i l'1,8% de la població estaven per davall del llindar de pobresa.

## Poblacions més properes
El següent diagrama mostra les poblacions més properes.